# Aço baixo carbono
Aço baixo carbono: Este tipo de aço com aproximadamente 0,05% de carbono, foi originalmente utilizado como material para construção de núcleos para transformadores, motores e geradores, mas é limitado hoje principalmente para núcleo de pequenos motores. Essencialmente, este tipo de material é o mesmo utilizado na construção de automóveis, máquinas de lavar e outros. Aço baixo carbono laminado, tem uma permeabilidade magnética relativa máxima de 5.000 a 10.000, e pode ser considerado como ferro com impurezas. Tratamentos para purificação pode levar a uma melhora na permeabilidade. A purificação do ferro é realizada por fusão a vácuo e recozimento em atmosfera de hidrogênio próximo de 1.300°C para remover carbono, nitrogênio e oxigênio. Apesar da alta permeabilidade magnética, o ferro “puro” não é utilizado comercialmente em função do alto custo e baixa resistividade, o que induz correntes parasitas, aumentando as perdas.